# 田中隆雄
田中 隆雄（たなか たかお、 1941年2月12日 - 2006年10月11日）は、日本の会計学者。公認会計士第2次試験委員（平成13年）。日本管理会計学会会長、日本原価計算研究学会常任理事。青山学院大学経営学部教授。同学部長。

## 略歴
1941年大阪府大阪市に生まれる。同志社大学商学部卒業。同志社大学大学院商学研究科博士後期課程単位取得退学。経営学博士（明治大学）。
2006年10月11日、転落事故による肝臓出血のため、鎌倉市内の病院で死去。享年65。

## 職歴
- 静岡大学講師に就任
- 静岡大学助教授に昇任
- 東京経済大学教授に転任
- 日本大学教授に転任
- 東北大学教授に転任
- 青山学院大学経営学部教授に転任。同学部長

## 受賞歴
- 日経経済図書文化賞受賞
- 日本会計研究学会太田・黒沢賞受賞

## 著作リスト
- 管理会計発達史（博士論文、森山書店、1982年）
- マーケティングの管理会計（中央経済社、1998年）
- 管理会計の知見（森山書店、2002年）